# باسيك (نيوجيرسي)
باسيك (بالإنجليزية: Passaic city, New Jersey)‏ هي مدينة تقع بولاية نيوجيرسي في الولايات المتحدة. تبلغ مساحتها 8.39 كم2، وترتفع عن سطح البحر 29.8704 م، بلغ عدد سكانها 69,781 نسمة في عام 2010 حسب إحصاء مكتب تعداد الولايات المتحدة وتصل الكثافة السكانية فيها 8,317.2 نسمة لكل كيلومتر مربع (21,541.4/ميل2).

## التركيبة السكانية
حدّد مكتب تعداد الولايات المتحدة بيانات التركيبة السكانية لباسيك في تعداد الولايات المتحدة. في ما يلي، التركيبة السكانية حسب تعدادي 2000 و2010.

### تعداد عام 2000
بلغ عدد سكان باسيك 67,861 نسمة بحسب تعداد عام 2000، وبلغ عدد الأسر 19,458 أسرة وعدد العائلات 14,456 عائلة مقيمة في المدينة. في حين سجلت الكثافة السكانية 8,088.3 نسمة لكل كيلومتر مربع (20,948.6/ميل2). وبلغ عدد الوحدات السكنية 20,194 وحدة بمتوسط كثافة قدره 2,406.9 لكل كيلومتر مربع (6,233.8/ميل2).
وتوزع التركيب العرقي للمدينة بنسبة 35.43% من البيض و13.83% من الأمريكيين الأفارقة و0.78% من الأمريكيين الأصليين و5.51% من الأمريكيين ذوي الأصول الآسيوية و0.04% من سكان جزر المحيط الهادئ و39.36% من الأعراق الأخرى و5.04% من عرقين مختلطين أو أكثر و62.46% من الهسبانيون أو اللاتينيون من أي عرق.
بلغ عدد الأسر 19,458 أسرة كانت نسبة 49% منها لديها أطفال تحت سن الثامنة عشر تعيش معهم، وبلغت نسبة الأزواج القاطنين مع بعضهم البعض 43.7% من أصل المجموع الكلي للأسر، ونسبة 21.7% من الأسر كان لديها معيلات من الإناث دون وجود شريك، بينما كانت نسبة 8.9% من الأسر لديها معيلون من الذكور دون وجود شريكة وكانت نسبة 25.7% من غير العائلات. تألفت نسبة 20.3% من أصل جميع الأسر من عدة أفراد يعيشون في نفس المنزل ونسبة 8.4% كانت تتألف من شخص يعيش بمفرده يبلغ من العمر 65 عاماً أو أكثر. وبلغ متوسط حجم الأسرة المعيشية 3.46، أما متوسط حجم العائلات فبلغ 3.93.
بلغ العمر الوسطي للسكان 28.6 عاماً. وكانت نسبة 30.8% من القاطنين تحت سن الثامنة عشر، وكانت نسبة 12.4% بين الثامنة عشر والرابعة والعشرين عاماً، ونسبة 31.5% كانت واقعةً في الفئة العمرية ما بين الخامسة والعشرين والرابعة والأربعين عاماً، ونسبة 16.8% كانت ما بين الخامسة والأربعين والرابعة والستين، ونسبة 7.7% كانت ضمن فئة الخامسة والستين عاماً فما فوق. يوجد لكل 100 أنثى 99.4 ذكر، ويوجد لكل 100 أنثى في الثامنة عشر من عمرها فما فوق 97.2 ذكر.
بلغ متوسط دخل الأسرة في المدينة 33,594 دولارًا، أما متوسط دخل العائلة فبلغ 34,935 دولارًا. وكان متوسط دخل الذكور 24,568 دولارًا مقابل 21,352 دولارًا للإناث. وسجل دخل الفرد الخاص بالمدينة 12,874 دولارًا. وكانت نسبة 18.4% من العائلات ونسبة 21.2% من السكان تحت خط الفقر، وكان من هؤلاء نسبة 28.2% تحت سن الثامنة عشر ونسبة 16% في الخامسة والستين من العمر وما فوق.

### تعداد عام 2010
بلغ عدد سكان باسيك 69,781 نسمة بحسب تعداد عام 2010، وبلغ عدد الأسر 19,411 أسرة وعدد العائلات 14,590 عائلة مقيمة في المدينة. في حين سجلت الكثافة السكانية 8,317.2 نسمة لكل كيلومتر مربع (21,541.4/ميل2). وبلغ عدد الوحدات السكنية 20,432 وحدة بمتوسط كثافة قدره 2,435.3 لكل كيلومتر مربع (6,307.4/ميل2).
وتوزع التركيب العرقي للمدينة بنسبة 45.06% من البيض و10.64% من الأمريكيين الأفارقة و1.07% من الأمريكيين الأصليين و4.36% من الأمريكيين ذوي الأصول الآسيوية و0.04% من سكان جزر المحيط الهادئ و33.37% من الأعراق الأخرى و5.47% من عرقين مختلطين أو أكثر و71.02% من الهسبانيون أو اللاتينيون من أي عرق.
بلغ عدد الأسر 19,411 أسرة كانت نسبة 49.5% منها لديها أطفال تحت سن الثامنة عشر تعيش معهم، وبلغت نسبة الأزواج القاطنين مع بعضهم البعض 41.7% من أصل المجموع الكلي للأسر، ونسبة 23.7% من الأسر كان لديها معيلات من الإناث دون وجود شريك، بينما كانت نسبة 9.8% من الأسر لديها معيلون من الذكور دون وجود شريكة وكانت نسبة 24.8% من غير العائلات. تألفت نسبة 19.5% من أصل جميع الأسر من عدة أفراد يعيشون في نفس المنزل ونسبة 7.3% كانت تتألف من شخص يعيش بمفرده يبلغ من العمر 65 عاماً أو أكثر. وبلغ متوسط حجم الأسرة المعيشية 3.57، أما متوسط حجم العائلات فبلغ 4.02.
بلغ العمر الوسطي للسكان 29.2 عاماً. وكانت نسبة 31.5% من القاطنين تحت سن الثامنة عشر، وكانت نسبة 11.4% بين الثامنة عشر والرابعة والعشرين عاماً، ونسبة 29.8% كانت واقعةً في الفئة العمرية ما بين الخامسة والعشرين والرابعة والأربعين عاماً، ونسبة 19.6% كانت ما بين الخامسة والأربعين والرابعة والستين، ونسبة 7.7% كانت ضمن فئة الخامسة والستين عاماً فما فوق. وتوزع التركيب الجنسي للسكان بنسبة 50.2% ذكور و49.8% إناث.

## وصلات خارجية
- الموقع الرسمي